# ارنست گودسیر کالن
ارنست گودسیر کالن (انگلیسی: Earnest Goodsir-Cullen; ۱۵ ژوئیهٔ ۱۹۱۲ – ۱ ژانویهٔ ۱۹۹۳) بازیکن هاکی روی چمن اهل هند بود.
وی به‌همراه تیم ملی هاکی روی چمن مردان هند به مقام قهرمانی بازی‌های المپیک تابستانی ۱۹۳۶ دست پیدا کرده‌است.